# الظواهر الوجودية
الظواهرُ الوجودية هي تيارٌ فلسفيّ مُستمّدٌ من كتاب مارتن هايدغر المُعنّون الوجود والزمان والصادر عام 1927م، وتأثّر بالعمل الوجودي للفيلسوف الدنماركي سورين كيركغور والعمل المعنيّ بالظواهر الطبيعية للفيلسوف الألماني إدموند هوسرل.
على نقيض مُعلمّه السابق هوسرل، وضع هايدغر علم الوجود قبل علم المعرفة واعتقد أن علم الظواهر يجب أن يكون أساسه مبنيٌّ على ملاحظة وتحليل الوجود، والإنسان الحيّ، والتحقيق في أساسيات علم الوجود في حياة العالم (وهو المُصطلح الذي وضعه هوسرل، والذي تقوم عليه جميع أدبيات ما يُسمّى علم الوجود الإقليمي للعلوم الخاصة. على نقيض الفيلسوف كيركغور، أراد هايدغر أن يستكشف مُشكلة الوجود بطريقةٍ وجودية، بدلاً من مُعالجتها كما هي. والسبب وراء هذه الرغبة هي أن هايدغر كان يعتقد بأن كيركغور وصف المُسمّى الأخير بـ (اختراق الموضة).

## تطور علم الوجود الظواهري
إلى جانب هايدغر، كان يُوجد علماء ظواهر من أمثال حنة آرندت، وإيمانويل ليفيناس، وغابريال مارسل، وجان بول سارتر، وموريس ميرلو بونتي، وسامويل تودز.

## تخصصاتٍ أخرى
علمُ الظواهر الوجودي يمتدُ أيضًا ليرتبط بتخصصاتٍ أخرى على سبيل المثال، مقال ليو شتاينبيرغ "بيت الدعارة الفلسفية"، حيث يصف بيكاسو افينيون من منظور وجودي-ظواهري.